# 高木正豊
高木 正豊（たかぎ まさとよ）は、江戸時代中期の大名。河内国丹南藩の5代藩主。官位は従五位下・肥前守。

## 略歴
4代藩主・高木正盛の長男として誕生した。母は板倉重矩の娘。
寛文10年（1670年）、父の死去により跡を継ぐ。
延宝9年（1681年）5月12日（または5月20日）、嗣子無くして20歳で死去した。墓所は東京都杉並区永福の栖岸院。
跡を弟の正陳が継いだ。